# John Harbaugh
John Harbaugh (* 23. September 1962 in Toledo, Ohio) ist ein US-amerikanischer American-Football-Trainer. Er ist der Head Coach der Baltimore Ravens in der National Football League (NFL).

## Jugend/Familie
John Harbaugh ist der Sohn von Jack Harbaugh, einem langjährigen College-Football-Trainer. Sein Bruder Jim Harbaugh spielte als Quarterback unter anderem bei den Indianapolis Colts und war von 2011 bis 2014 Head Coach der San Francisco 49ers. John spielte als Defensive Back Football an der Miami University für die Miami Redskins (heute RedHawks).

## Trainerlaufbahn

### Assistenztrainer
John Harbaugh wurde nach seinem Studium Trainerassistent an seinem College. Er war bei den RedHawks für das Training der Defensive Backs verantwortlich. Ab 1984 trainierte er für drei Jahre die Runningbacks der Western Michigan University, bevor er 1987 zur University of Pittsburgh wechselte und dort die Tight Ends betreute. Als Trainer der Special Teams fungierte er 1988 an der Morehead State University. Als Special-Teams-Coordinator betreute er von 1989 bis 1996 die Mannschaft der University of Cincinnati und 1997 die der Indiana University.
Harbaugh wechselte im Jahr 1998 in dieser Funktion in den Profibereich zu den von Ray Rhodes betreuten Philadelphia Eagles. Im folgenden Jahr übernahm Andy Reid das Amt des Head Coachs bei der Mannschaft aus Philadelphia. Es gelang ihnen aus den Eagles ein Spitzenteam zu formen. Ab dem Jahr 2001 scheiterten Harbaugh und die Eagles dreimal im NFC Championship Game: im Jahr 2001 mit 24:29 an den von Dick Vermeil betreuten St. Louis Rams, 2002 mit 10:27 an den von Jon Gruden trainierten Tampa Bay Buccaneers und im Jahr 2003 mit 3:14 an den Carolina Panthers unter deren Trainer John Fox.
Im Jahr 2004 konnte Harbaugh dann mit den Philadelphia Eagles den NFC-Titel gewinnen. Im NFC Championship Game wurden die Atlanta Falcons mit 27:10 geschlagen. Der anschließende Super Bowl XXXIX ging allerdings mit 21:24 gegen die New England Patriots verloren.

### Trainer
Im Jahr 2008 wechselte Harbaugh als Head Coach zu den Baltimore Ravens und wurde dort Nachfolger von Brian Billick. Harbaugh gelang es die Mannschaft um Rookie-Quarterback Joe Flacco, Linebacker Ray Lewis und Tight End Todd Heap als Spitzenmannschaft in der American Football Conference (AFC) zu etablieren. In seinem ersten Amtsjahr scheiterte er mit dem Team aus Maryland im AFC Championship Game mit 23:14 an den von Mike Tomlin betreuten Pittsburgh Steelers. In den beiden Folgejahren zog die Mannschaft aus Baltimore zwar in die Play-offs ein, scheiterte aber jeweils im Division-Play-off-Game. Im Jahr 2011 verlängerte John Harbaugh seinen Vertrag bei den Ravens um drei Jahre. In diesem Jahr verlor er als Head Coach der Baltimore Ravens sein zweites AFC Championship Game. Nach zwölf Siegen aus 16 Spielen während der Regular Season konnten sich die Ravens gegen die von Bill Belichick trainierten New England Patriots nicht durchsetzen und verloren knapp mit 23:20.
Am 3. Februar 2013 gewann er mit den Ravens den Super Bowl XLVII mit 34:31 gegen die San Francisco 49ers. Trainer der 49ers war dabei sein Bruder Jim Harbaugh. In den fünf Jahren nach dem Super Bowl Sieg konnten die Ravens allerdings diesen Erfolg nicht wiederholen, sie zogen sogar nur einmal in die Playoffs ein. In der Saison 2018 folgte dann der Umbruch: statt des langjährigen Quarterback Joe Flacco startete Rookie Lamar Jackson. Er führte die Ravens zurück in die Playoffs. Auch in der Saison 2019 konnten die Ravens die AFC North gewinnen und führten sogar die gesamte AFC nach der Regular Season an, scheiterten aber an den Tennessee Titans in der Divisional Round. Harbaugh wurde in diesem Jahr als AP NFL Coach of the Year ausgezeichnet.